# Eftim I.

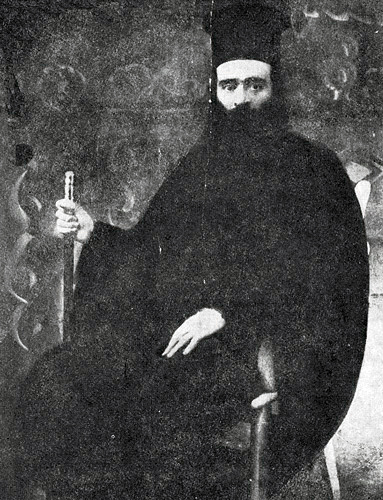
Eftim I.

Eftim I. (bürgerlich Zeki Erenerol, Geburtsname Pavlos Karahisaridis, * 1884 in Maden bei Yozgat, Osmanisches Reich; † 14. März 1968 in Istanbul) war der erste Patriarch (Papa) der autokephalen Türkisch-Orthodoxen Kirche, einer vom Ökumenischen Patriarchat von Konstantinopel nicht anerkannten christlichen Konfession, die er selbst gründete. Eftim I. war ein ethnischer Karamane und selber stark von der türkisch-nationalistischen Ideologie beeinflusst. Er amtierte als Patriarch von 1923 bis 1962, als er wegen Krankheit zurücktrat. Er führte den Titel des Ehrenpatriarchen und ordinierte seinen jüngsten Sohn Turgut Erenerol zum Patriarchen, der den Namen Eftim II. annahm.

## Frühe Jahre
Pavlos Karahisaridis wurde 1884 im kaza Maden (heute Akdağmadeni) des Sandschak Yozgat als Sohn einer türkischsprachigen Karamanen-Familie geboren. Er absolvierte die Mittelschule und betrieb erfolglos eine Manufaktur in Ankara. 1914 verließ er Ankara, um einer Einberufung zu entgehen, und wurde 1915 zum Priester geweiht, wobei er den Namen Eftim annahm. Er nahm am 23. April 1920 an der Eröffnung der Großen Nationalversammlung als Vertreter der Türkisch-Orthodoxen Gemeinden Ganz Anatoliens (Umum Anadolu Türk Ortodoksları Cemaatleri) teil.
Im Jahre 1922 wurde das Orthodoxe Patriarchat von Anatolien in Kayseri von Pater Pavlos Karahisaridis gegründet, einem Unterstützer der Allgemeinen Kongregation der Anatolischen Türkisch-Orthodoxen – in Opposition zum Patriarchen Meletios IV. Während des Treffens in einem Konvent in Kayseri wurde beschlossen, eine türkische christliche Kirche zu bilden, die unabhängig vom Ökumenischen Patriarchen in Konstantinopel agieren sollte.
Karahisaridis zog 1923 nach Istanbul. Am 1. Juni 1923 überfielen seine türkischen Unterstützer mit seiner stillschweigenden Unterstützung den Patriarchen Meletios IV. Am 2. Oktober 1923 besetzte Papa Eftim die Heilige Synode und ernannte eine eigene Synode. Als Eftim in das griechisch-orthodoxe Patriarchat eindrang, rief er sich selbst zum „allgemeinen Repräsentanten aller orthodoxen Gemeinschaften“ (Bütün Ortodoks Ceemaatleri Vekil Umumisi) aus.
Als nach der Abdankung von Meletios IV. der neue Ökumenische Patriarch Gregor VII. am 6. Dezember 1923 gewählt wurde, kam es zu einer weiteren Besetzung durch Eftim I. und seine Anhänger. Dieses Mal wurden sie von der türkischen Polizei vertrieben.

## Gründung des türkisch-orthodoxen Patriarchats
1924 begann Karahisaridis damit, die Liturgie auf Türkisch zu leiten und gewann schnell Unterstützung der neuen Türkischen Republik. Er behauptete, dass das Ökumenische Patriarchat ethnisch zentriert war und die griechische Bevölkerung bevorzuge. Er wurde exkommuniziert, da er als Bischof weiterhin eine Ehefrau hatte (verheiratete Bischöfe sind in der Orthodoxie nicht erlaubt). Karahisaridis ernannte daraufhin einen türkischen Kirchenkongress, der ihn im Jahre 1924 zum Patriarchen wählte.
Trotz Gründung des Patriarchates wurden die turksprachigen Karamanen wie die anderen griechisch-orthodoxen Christen nach Griechenland vertrieben. Am 6. Juni 1924 wurde in einer Konferenz innerhalb der Kirche der Jungfrau Maria (Meryem Ana) in Galata entschieden, das Hauptquartier des Türkisch-Orthodoxen Patriarchats von Kayseri nach Konstantinopel zu transferieren. In der gleichen Sitzung wurde auch entschieden, dass die Kirche der Jungfrau Maria das Zentrum des neuen Patriarchats der Türkisch-Orthodoxen Kirche würde.
Der größte Teil der ethnischen türkischen Bevölkerung mit orthodoxem Glauben blieb mit dem griechischen Ökumenischen Patriarchat von Konstantinopel verbunden. 1953 organisierte er einen Demonstrationsmarsch gegen den Ökumenischen Patriarchen Athenagoras I. und setzte damit seine Agitation gegen das griechische Patriarchat fort.

## Rücktritt und Tod
Er trat im Jahre 1962 wegen Krankheit zurück und sein ältester Sohn Turgut Erenerol (ehemals Yiorghos Karahisaridis) wurde Papa Eftim II. – und hielt dieses Amt bis zu seinem Tod im Jahre 1991. Das Amt ging danach an seinen jüngsten Sohn Selçuk Erenerol über, der bis zum Jahr 2002 den Titel Papa Eftim III. hielt. Der derzeitige Amtsinhaber des Titels ist Paşa Ümit Erenerol, sein Enkel (Sohn von Selçuk Erenerol), der seit dem Jahre 2002 den Titel Papa Eftim IV. hält.
Eftim I. starb am 14. März 1968 und wurde trotz Weigerung der orthodoxen Kirche nach Intervention des Staates auf dem griechisch-orthodoxen Friedhof von Şişli beerdigt.